# 能登鐵道
能登鐵道股份有限公司（日语：／ Noto Tetsudō */?），簡稱能登鐵道，是一家本部位於石川縣鳳珠郡穴水町的鐵路公司，屬於日本第三部門特定地方交通。
能登鐵道在極盛時期經營鐵路路線長度超過100公里，後因農村人口遷徙導致營運衰退。

## 历史
- 1987年（昭和62年）4月30日 公司成立。
- 1988年（昭和63年）3月25日 能登線 穴水（穴水） - 蛸島間開業。
- 1991年（平成3年）9月1日 七尾線 七尾 - 輪島間的第2種鐵道公司。
- 2001年（平成13年）4月1日 七尾線 穴水 - 輪島間廢止
- 2005年（平成17年）4月1日 能登線 穴水 - 蛸島間廢止。
- 2005年（平成17年）6月 本社從能登町搬迁至穴水町。
- 2009年（平成21年）5月 服務員開始服務。2011年度末結束。
- 2024年 1月1日，能登半島地震導致七尾線中斷，直至4月6日恢復通車。

## 路線
- 現有路線

| 中文線名 | 日文線名 | 起點 | 終點 | 距離（公里） | 備註            |
| -------- | -------- | ---- | ---- | ------------ | --------------- |
| 七尾線   |          | 七尾 | 穴水 | 33.1         | 第2種鐵道事業者 |

- 廢止路線
  - 七尾線 穴水 - 輪島（20.4km，第二種鐵道事業）
  - 能登線 穴水 - 蛸島（61.0km，第一種鐵道事業）

## 車両
能登鐵道在最盛時期曾一度擁有28輛列車，但隨著穴水 - 輪島間與穴水 - 蛸島間的路段廢線後，整體的營運路線範圍縮小，因此一直到2008年時，旗下只剩7輛NT200型所組成的小規模車隊。

### 現役車種
- NT200型（201 - 204號，211 - 213號）
- NT300型（301&302號）

### 過去車種
- NT100型（101 - 113號，121 - 133號）
- NT800型（801+802串連行駛）

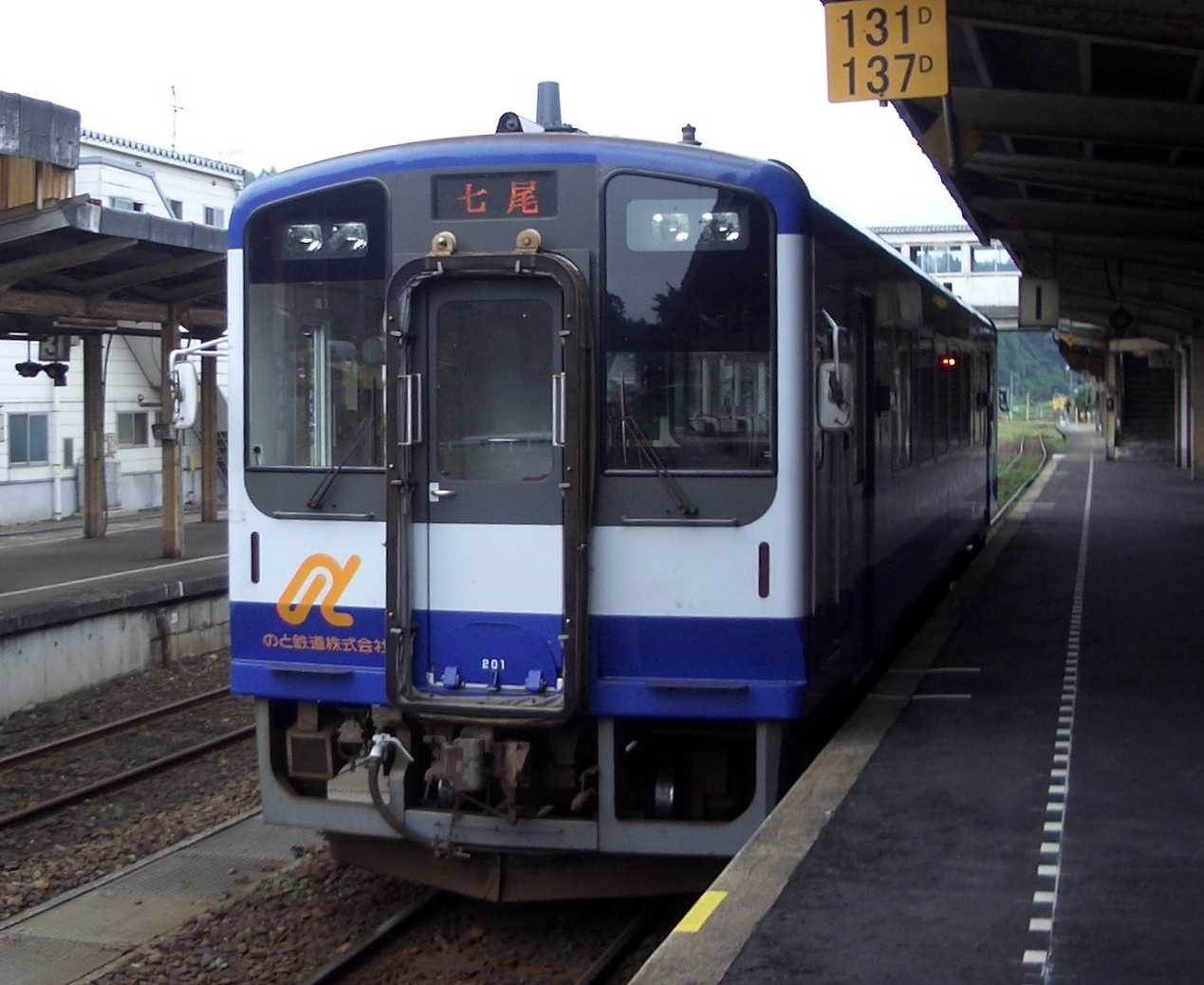
NT200型
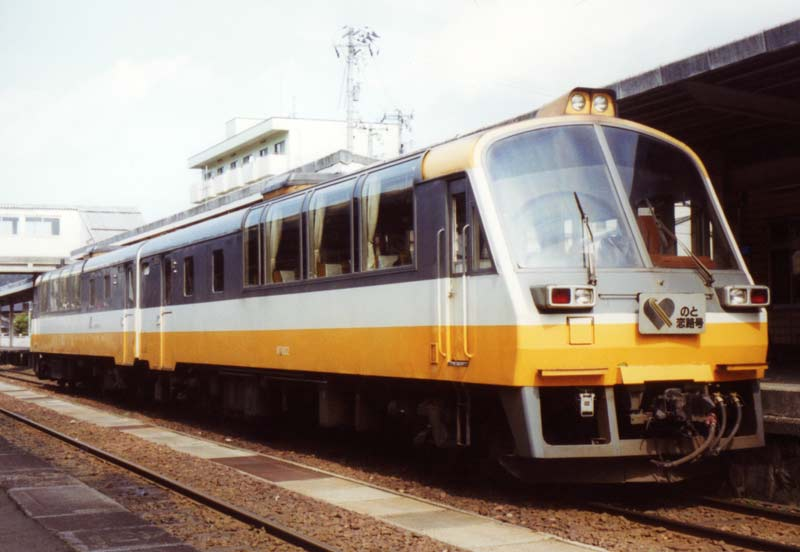
NT800型

## 大眾文化

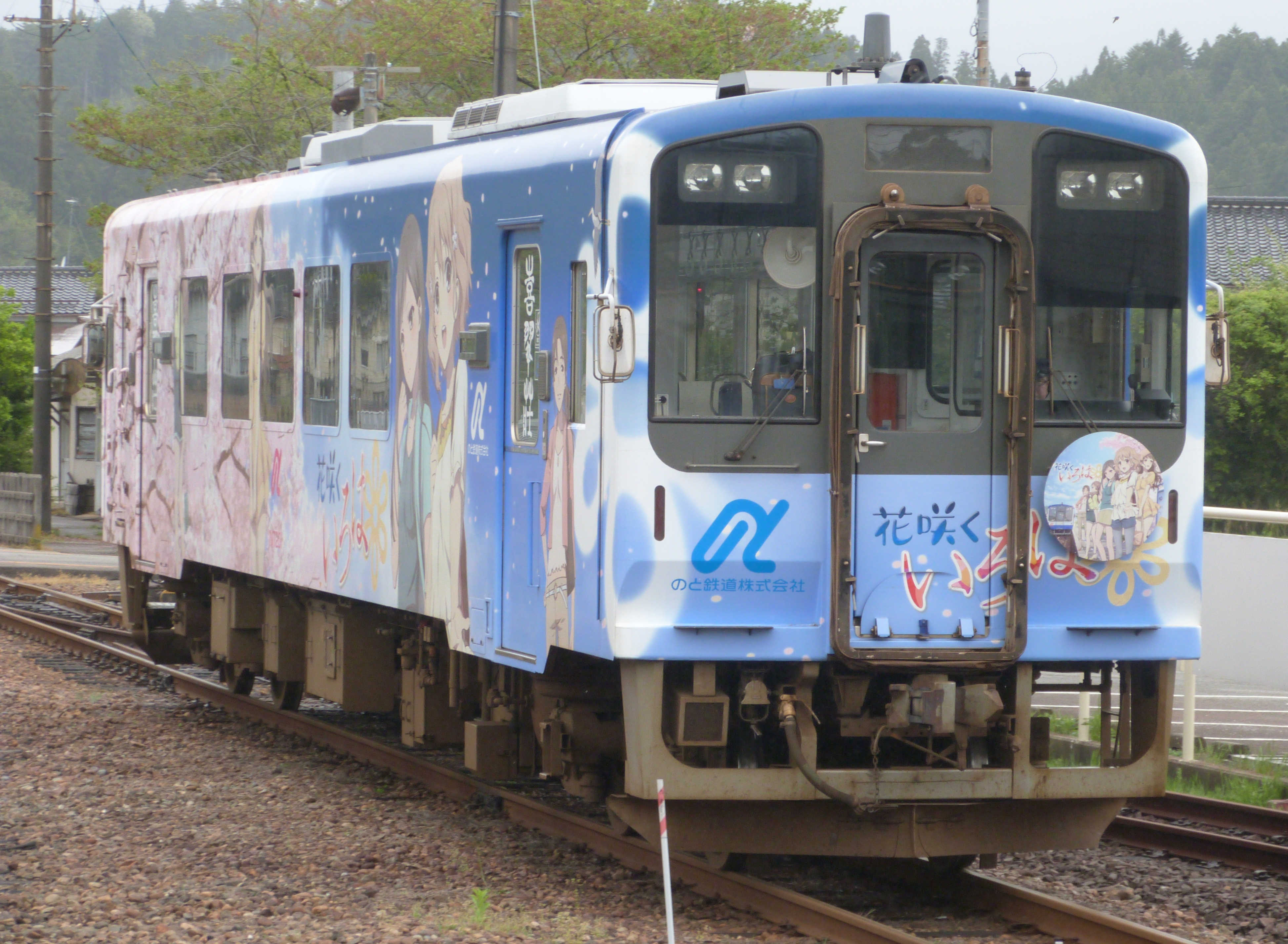
NT201《花開物語》廣告車輛

2011年動畫《花開物語》（花咲くいろは）與能登鐵道合作，除了以NT200型車種與西岸站作為作品中的背景外，也限期在專屬特定車輛內使用由《花開物語》的聲優所配音的車內廣播，而大受歡迎。相關的異業結合行銷活動，到2011年10月10日才結束。在2012年時的第二波行銷活動中，使用包覆式廣告特殊彩繪的NT201型列車從2012年3月24日開始運行，並在彩繪車內使用由動畫聲優錄音的車內廣播，並在穴水車站內銷售車內廣播的錄音CD等相關商品。
著有《無敵鐵金剛》等漫畫作品的漫畫家永井豪，在其家鄉輪島市設立紀念館展出相關資料。該紀念館與能登鐵道合作，於2012年推出車內外繪有無敵鐵金剛人物的NT201型列車，行駛部份班次。

## 外部連結
- 能登鐵道官方網站（日語）